# Publius Servilius Rullus
Publius Servilius Rullus was tribunus plebis in 63 v.Chr..
Publius Servilius Rullus was de zoon van de gelijknamige muntmeester van 89 v. Chr. en schoonzoon van een zekere Valgius, die zich bij de inbeslagnames van goederen door de dictator Lucius Cornelius Sulla met uitgebreide landerijen in het gebied van de Hirpini hebben verrijkt.
Hij stelde een lex agraria (Rogatio Servilia agraria) voor, waartegen de toenmalige consul Marcus Tullius Cicero - met de steun van Lucius Caecilius Rufus - vier redevoeringen hield (De lege agraria contra P. Servilium Rullum), waarvan er drie zijn overgeleverd. Deze waren zo effectief dat Rullus zelf zijn wetsvoorstel introk.